# Appendicula fractiflexa
Appendicula fractiflexa är en orkidéart som beskrevs av Jeffrey James Wood. Appendicula fractiflexa ingår i släktet Appendicula och familjen orkidéer. Inga underarter finns listade i Catalogue of Life.